# (37481) 1209 T-1
1209 T-1 (asteroide 37481) é um asteroide da cintura principal. Possui uma excentricidade de 0.13146500 e uma inclinação de 4.18093º.
Este asteroide foi descoberto no dia 25 de março de 1971 por Cornelis Johannes van Houten e Ingrid van Houten-Groeneveld e Tom Gehrels em Palomar.